# Externels
Les Externels (Externals) sont un groupe de mutants appartenant à l’univers de Marvel Comics. Si certains membres sont apparus séparément dans différentes séries, Rob Liefeld et Fabian Nicieza ont créé le groupe dans X-Force #10 (mai 1992).

## Origine
Les Externels sont des mutants dont le gène X s'est aussi développé pour ralentir le vieillissement du corps et régénérer les cellules.
Ils ne constituent pourtant pas à proprement parler une association, mais sont reliés par le même type de mutation.
Les membres de ce groupe informel partagent tous en effet ce pouvoir mutant. Ils se sont souvent affrontés, tout en sachant faire preuve d'une certaine solidarité lorsque la situation l'exige : nouvel externel détecté, mise en danger de leur survie…
Ils ont combattu à plusieurs reprises X-Force.
L'unique survivante du groupe est Séléné, la Reine Noire du Club des Damnés, qui se chargea personnellement de massacrer la plupart de ses pairs (Absalom, Crule, Gidéon et Saul) en les vidant de toute leur énergie vitale. Candra fut tuée par Cyclope. Nicodemus et Burke moururent des suites du virus Legacy, ce qui prouve que ce sous-genre mutant n'était pas réellement immortel.

## Appartenance
- Absalom
- Agamemnon
- Burke, un voyant.
- Candra
- Crule, le plus sauvage et le plus fort des Externels. Il fut envoyé par Gidéon combattre X-Force mais finit par rejoindre les héros pour humilier ses congénères.
- Gideon
- Nicodemus, un pyrokinésiste.
- Saul, un seigneur de la guerre chinois qui possédait un pouvoir de lévitation. il eut accès à la technologie d'un vaisseau spatial extraterrestre (celui d'Apocalypse). Il eut une descendance de 12 enfants, mortels, pour lesquels il construisit des tombeaux piégés.
- Séléné

Deux autres mutants pourraient faire partie de cette classe de mutation : Apocalypse, qui n'a jamais rejoint les autres, et Rocket, qui survécut à un éventrement infligé par Sauron.